# 亨利克·莫伊桑德
亨利克·莫伊桑德（芬蘭語：Henrik Moisander，1985年9月29日—）是一位芬蘭足球運動員。在場上的位置是守門員。他現在效力於芬蘭足球超級聯賽球隊圖爾庫國際足球俱樂部。他也代表芬蘭國家足球隊參賽。